# Đội tuyển Davis Cup El Salvador
Đội tuyển Davis Cup El Salvador đại diện El Salvador ở giải đấu quần vợt Davis Cup và được quản lý bởi Liên đoàn Quần vợt El Salvador.
El Salvador hiện tại thi đấu ở Nhóm II khu vực châu Mỹ.  Họ vào đến Nhóm II 4 lần, và vô địch Nhóm II lần đầu tiên vào tháng 4 năm 2007 và tránh xuống hạng.

## Lịch sử
El Salvador lần đầu tiên tham gia Davis Cup vào năm 1991.

## Đội hình hiện tại (2014)
- Marcelo Arévalo
- Rafael Arévalo (cầu thủ nghiệp dư)
- Salvador Bolaños (vận động viên trẻ)
- Juan Telles (vận động viên trẻ)